# Progg
Progg – lewicowy i antykomercyjny ruch muzyczny w Szwecji, który rozpoczął się pod koniec lat 60. i stał się bardziej rozpowszechniony w latach 70. XX wieku. Nie należy mylić z wyrażeniem „muzyka progresywna” czy „rock progresywny” („prog rock”). Progg jest skrótem od szwedzkiego słowa progresywizm muzyczny, progressiv musik. Chociaż istniały zespoły proggowe grające rocka progresywnego, ruch proggowy obejmował wiele różnych gatunków muzycznych.
Kulminacją politycznego ruchu proggowego nastąpiła wokół Konkursu Piosenki Eurowizji w 1975 roku, który odbył się w Sztokholmie po zwycięstwie ABBA w Brighton rok wcześniej. Wyrażono wówczas opinię, że „muzyka nie może być konkursem”, a w proteście zorganizowano „alternatywny festiwal”. Z powodu tej debaty Szwecja nie wzięła udziału w Konkursie Piosenki Eurowizji w 1976 roku.
Ruch proggowy był ściśle związany z podobnymi ruchami w sztuce, teatrze i designie, a także z alternatywnymi stylami życia oraz lewicowymi poglądami. Mimo że był to ruch polityczny, niektóre zespoły określane jako progg nie były związane z żadnym programem politycznym. Ludzie grający i słuchający tej muzyki nazywani byli po szwedzku proggare (dosłownie „proggersi”).

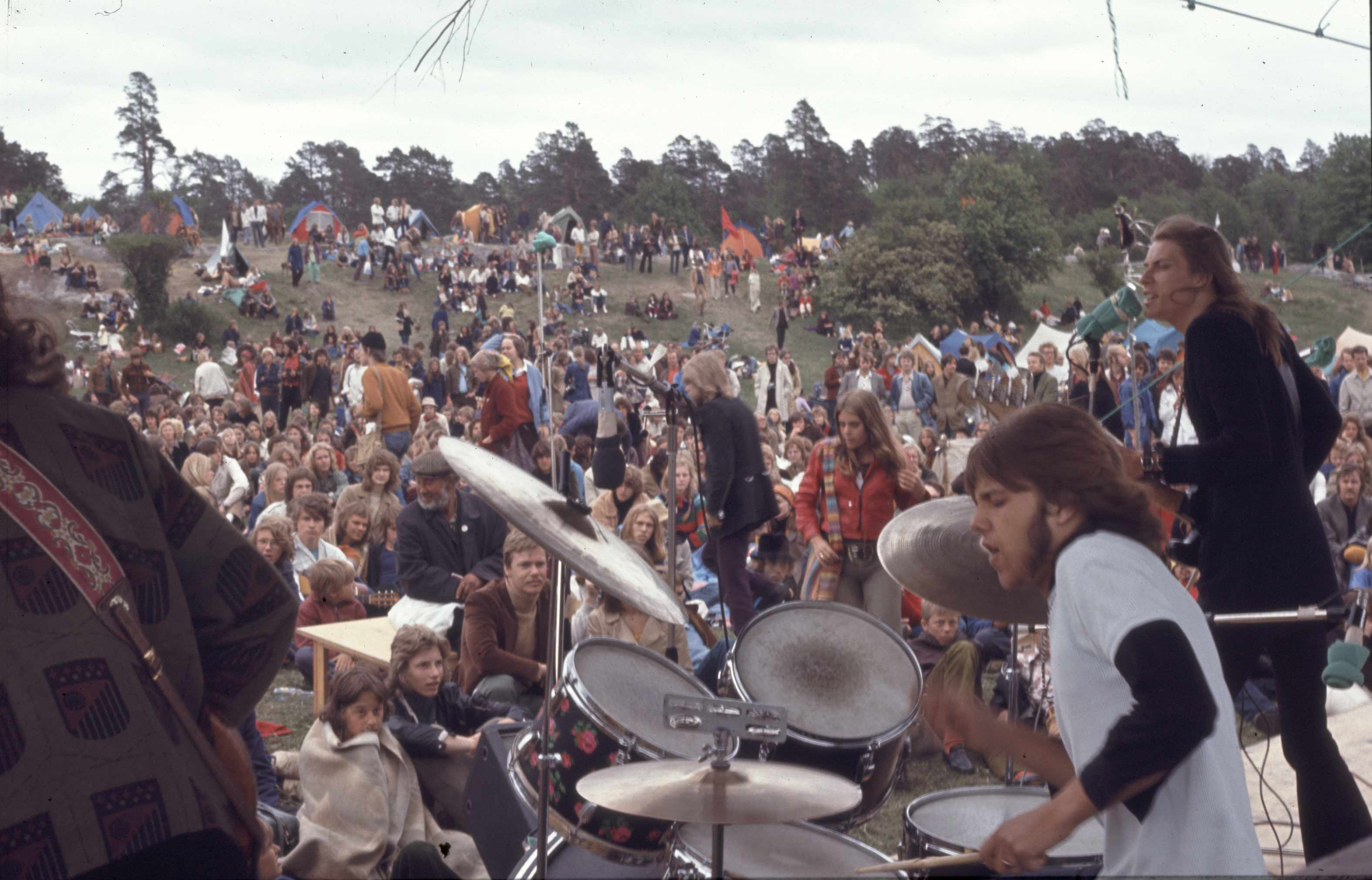
Festiwal Gärdet w 1971 roku

## Historia
Alternatywne zespoły zaczęły powstawać pod koniec lat 60., lecz ruch pojawił się w pełni dopiero latem 1970 roku. Wielki festiwal muzyki alternatywnej odbył się na boisku Gärdet w Sztokholmie między 12 a 14 czerwca. Festiwal był nielegalny, ponieważ nie uzyskano na niego zgody. Nowa niezależna wytwórnia płytowa Silence wydała kompilację z muzyką z festiwalu jako pierwszą płytę i podpisała kontrakty z niektórymi zespołami, które grały m.in. Träd, Gräs och Stenar i Gudibrallan. W 1971 roku powstała szwedzka wytwórnia MNW. W tej dekadzie ruch proggowy miał silną pozycję w muzycznym krajobrazie Szwecji.
Pod koniec lat 70. ruch ten zaczął jednak zanikać, ponieważ wiele zespołów rozpadło się, a fora muzyczne zostały zamknięte. Ideały lewicowe stały się mniej dominujące wśród młodych ludzi, a muzyka rockowa i folk również stała się mniej popularna niż nowe gatunki, takie jak hard rock czy muzyka elektroniczna.

## Ruch

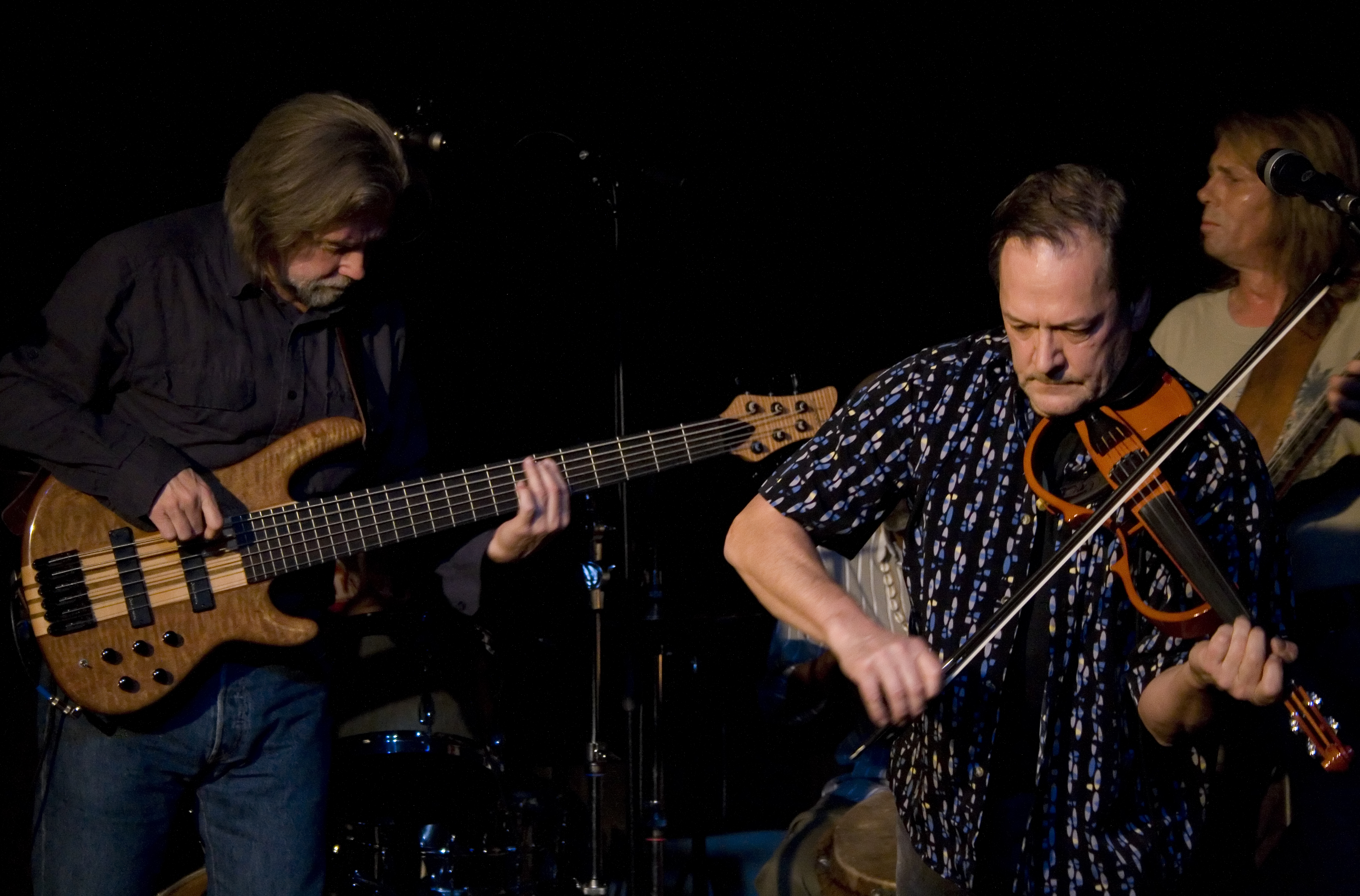
Zespół Kebnekajse, który wraz z Samla Mammas Manna jest jednym z nielicznych szwedzkich zespołów określanych zarówno jako proggowy, jak i progresywny.

Wielu muzyków i ludzi zajmujących się muzyką pod koniec lat 60. sprzeciwiało się komercjalizacji muzyki pop. Warto zauważyć, że powstały wcześniej wspomniane wytwórnie płytowe Silence i MNW, które zaczęły nagrywać i wydawać tę nową muzykę. Stworzyli nową firmę dystrybucyjną SAM-distribution, która dystrybuowała płyty alternatywnych firm fonograficznych, oraz tzw. fora muzyczne. W wielu szwedzkich miastach powstały miejsca, gdzie koncerty mogły odbywać się bez pośredników handlowych, takich jak zwykli aranżerowie koncertów. W połowie lat 70. istniało około 75 forów muzycznych. Słowo, które było powszechnie używane w odniesieniu do ruchu, to musikrörelsen, co oznacza „ruch muzyczny”.

## Muzyka
Progg nie posiadał jednolitego brzmienia i charakteryzował się szerokim spektrum stylów muzycznych. Było też wielu artystów, w tym Bo Hansson, Kebnekajse, Södra bergens balalaikor, Blå Tåget, Hoola Bandoola Band, Nationalteatern, Dag Vag i Jan Hammarlund. Większość tekstów była po szwedzku, podczas gdy angielski był w tym czasie powszechnym językiem dla popu i rocka w Szwecji.
Dwie duże proggowe wytwórnie płytowe miały nieco inny profil muzyczny.

## Opinie

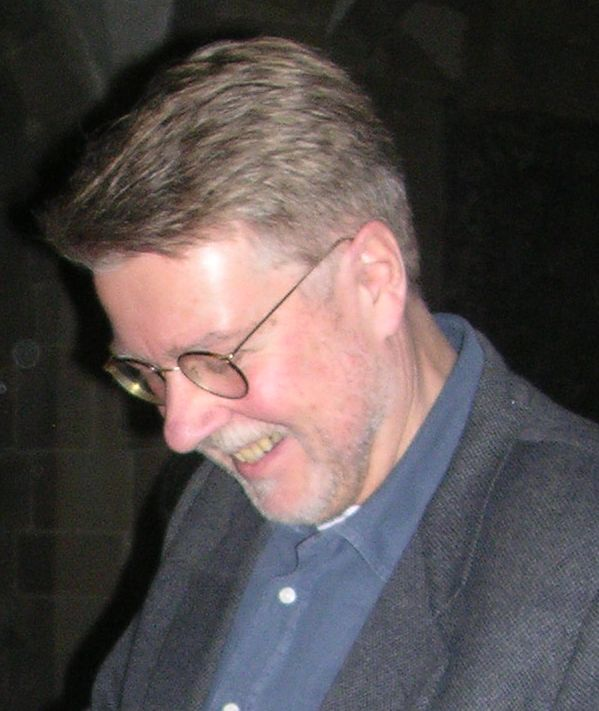
Mikael Wiehe, jeden z członków założycieli Hoola Bandoola Band.

Ruch proggowy zajął wyraźne stanowisko wymierzone przeciwko kapitalizmowi i komercjalizacji, ale w żadnym wypadku nie był to ruch jednorodny. Opinie polityczne obejmowały wszystko, od anarchizmu i komunizmu, po mniej wyraźnie wyrażone ogólne opinie lewicowe. Relacje z rządzącą Partią Socjaldemokratyczną nie układały się najlepiej, czego przykładem jest piosenka Fy på dig sosse („Wstydź się, Socjaldemokrato”) zespołu Gudibrallana. Niewiele osób w ruchu należało do jakiejkolwiek partii politycznej, chociaż partie komunistyczne, szwedzka partia komunistyczna i Komunistyczna Partia Szwecji (1967) założyły własne wytwórnie płytowe, które przyłączyły się do ruchu.
Partia United NLF Groups był silnym ruchem wspierającym Narodowy Front Wyzwolenia Wietnamu, a zespoły proggowe często grały na ich demonstracjach. Zespoły proggowe grały również na innych dużych demonstracjach w tamtym czasie, takich jak protest, który zdołał powstrzymać wycinkę wiązów w parku Kungsträdgården w Sztokholmie oraz protesty mające na celu powstrzymanie meczów tenisowych z tenisistami z rządzonego przez Pinocheta Chile w Båstad w 1975 roku.
W 1977 roku wytwórnia płytowa Silence przeniosła swoje studio do małej wsi Koppom w leśnej prowincji Värmland.

## Dziedzictwo

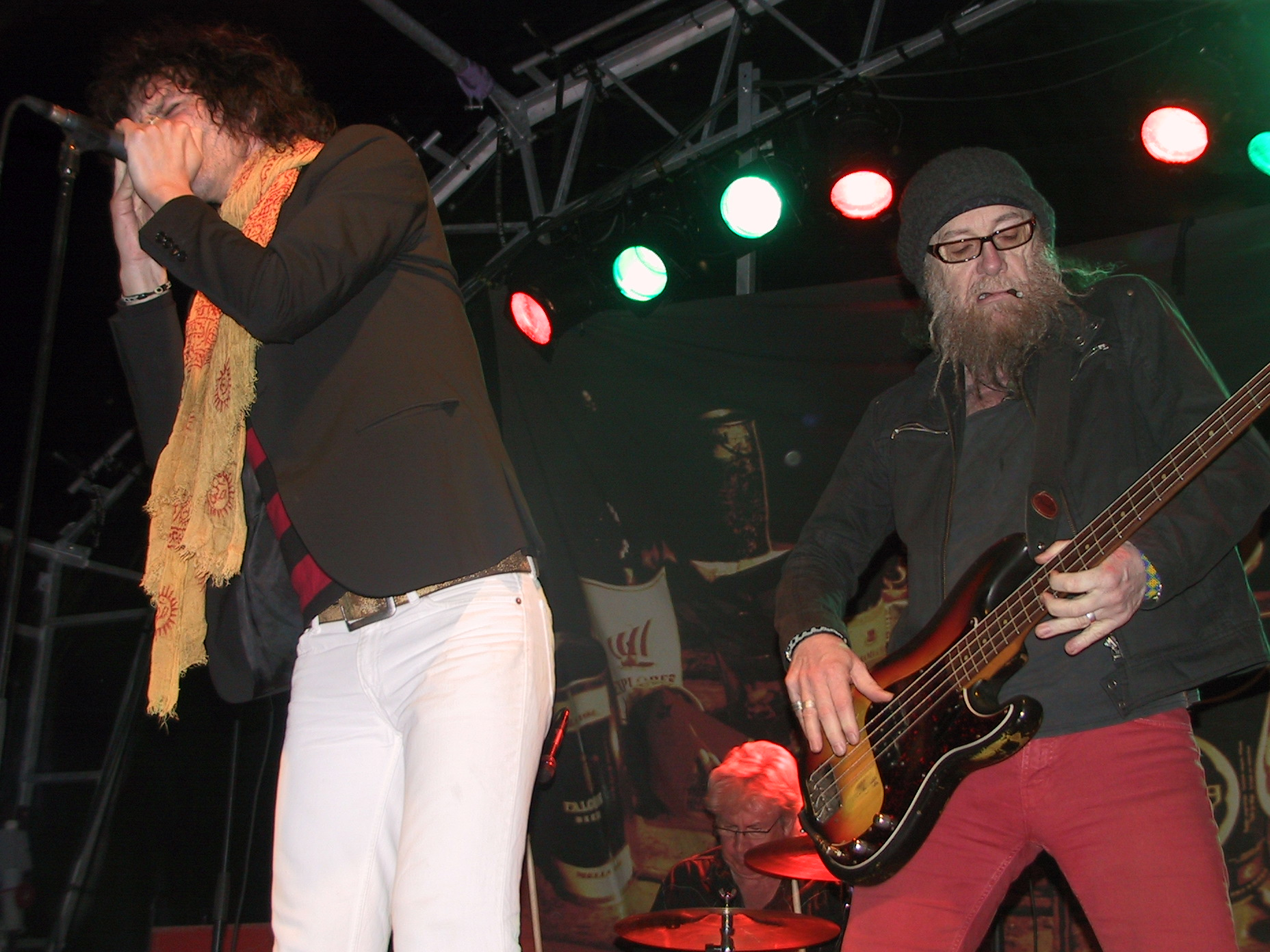
Basista Nikke Ström z Nationalteatern i wokalista Mattias Hellberg występujący na żywo w 2007 roku

Niektórzy artyści z ruchu proggowego nadal grali muzykę i przez lata zdołali pozostać popularni, na przykład Björn Afzelius, Mikael Wiehe, Totta Näslund i Peps Persson.
Istnieje stereotypowy obraz progg jako czegoś archaicznego i oddalonego od lat 70. XX wieku. Z drugiej strony, od końca lat 90. wiele zespołów proggowych przeżyło pewien renesans, a wiele starych zespołów ponownie łączyło się na koncerty i nowe płyty, na przykład Träd, Gräs och Stenar i Samla Mammas Manna. Niektóre zespoły, takie jak Nationalteatern, wciąż jeżdżą w długie trasy koncertowe w XXI wieku, wykonując swoje stare piosenki dla nowego pokolenia. Silence ponownie wydała znaczną część swojego katalogu z lat 70. na płytach CD, a stare płyty winylowe z proggową muzyką są sprzedawane po dość wysokich cenach.
Pojawiają się nowi muzycy, którzy nawiązują do muzyki proggowej i są czasami nazywani nyprogg („nowy progg”), na przykład Dungen, Hovet, Cirkus Miramar i Doktor Kosmos.
Akcja filmu Tylko razem z 2000 roku rozgrywa się w Szwecji w erze proggowej i zawiera dużo muzyki proggowej.
Szwedzki artysta komiksowy David Nessle stworzył postać Den Maskerade Proggaren („Zamaskowany Progger”) jako pastisz zarówno ruchu progg, jak i komiksy Silver Age o superbohaterach.

## Lista zespołów progg
| - Andra bullar - Arbete & Fritid - Atlas - Blå Tåget/Gunder Hägg - Contact - Doktor Kosmos - Dungen - Elda med höns - Eldkvarn - Ensamma hjärtan - Fläsket Brinner - Freedom Singers - Fria Proteatern - Gläns över sjö & strand - Gudibrallan - Hoola Bandoola Band - Häxfeber - International Harvester - Kaipa - Kebnekajse - King George Discovery - Knutna Nävar - Kung Tung - Lift - Love Explosion - Låt tredje örat lyssna in & tredje benet stampa takten - Mecki Mark Men - Mobben - Motvind - Mörbyligan - Nationalteatern - NJA-gruppen - Norrbottens Järn - Nynningen - Philemon Arthur and the Dung - Ragnarök - Rekyl - Risken finns - Röda bönor - Röda kapellet - Röda Ropet - Samla Mammas Manna - Solen Skiner - Svenska musikrörelsen - Södra Bergens Balalaikor - Trettioåriga Kriget - Träd, Gräs och Stenar - Vargavinter - Älgarnas trädgård |

## Lista artystów progg
| - Björn Afzelius - Dan Berglund - Ragnar Borgedahl - Ulf Dageby - Lena Ekman - Tomas Forssell - Jan Hammarlund - Merit Hemmingson - Bo Hansson - John Holm - Turid Lundqvist - Ola Magnell - Torsten „Totta” Näslund - Peps Persson - Marie Selander - Bernt Staf - Lasse Tennander - Mikael Wiehe - Thomas Wiehe |